# Oh What a Life
Oh What a Life è un singolo della cantante statunitense Gloria Gaynor, pubblicato nel 1997 e remixato da Alex Natale.

## Tracce
A
1. Oh What A Life (Alex Natale Club Mix) – 7:30

B
1. Oh What A Life (Alex Natale Radio Edit) – 6:00
2. Oh What A Life (Alex Natale Dub Mix) – 5:05